# Crystal Renn
 (mai 2014).
Si vous disposez d'ouvrages ou d'articles de référence ou si vous connaissez des sites web de qualité traitant du thème abordé ici, merci de compléter l'article en donnant les références utiles à sa vérifiabilité et en les liant à la section « Notes et références ».
Crystal Renn est un mannequin américain né le 18 juin 1986 à Miami.

## Carrière
Crystal est repérée à l'âge de quatorze ans. Sur base des conseils qu'elle reçoit, elle décide de tenter sa chance en tant que mannequin. Pour ce faire elle entame un régime et tombe dans l'anorexie pendant trois ans. De plus, les régimes draconiens ne l'aident pas puisque durant cette période elle ne décroche aucun contrat. Son agent lui propose alors de poser comme mannequin « grande taille ». Elle accepte, reprend rapidement du poids et enchaîne les contrats.
En 2005, elle défile pour Jean-Paul Gaultier et pose pour sa campagne de pub. Elle sème rapidement la controverse, à propos de la volupté de son corps. Elle fait ensuite de nombreuses apparitions télévisées et engrangera une certaine notoriété aux États-Unis.
En septembre 2009, elle publie un livre, Hungry, qui retrace ses problèmes liés aux troubles du comportement alimentaire.
Crystal Renn est devenue, à l’occasion de la collection Printemps-Été 2011, l’ambassadrice de la MR Denim Collection de la maison Marina Rinaldi. Il s'agit de la première collection de jeans pour les femmes rondes.